# Horst Haase (Politiker)
Horst Haase (* 26. Oktober 1933 in Königsberg (Preußen); † 19. Juni 2019) war ein deutscher Politiker (SPD) und Jurist.

## Leben
Haase besuchte eine zunächst eine Oberschule und wurde im Jahre 1950 als 17-Jähriger in einer Nürnberger Spielzeugwarenfabrik als technischer Angestellter tätig. Er holte 1953 sein Abitur nach und studierte Sozialwissenschaften und Rechtswissenschaften. Nach dem Abschluss seines zweiten juristischen Staatsexamen eröffnete eine Anwaltskanzlei in Fürth und begann als Rechtsanwalt zu arbeiten. Nach seiner Arbeit als Bundestagsabgeordneter war Haase noch für die Kabelgesellschaft Franken tätig, bevor er sich nach Prien am Chiemsee zurückzog. Am 19. Juni 2019 starb der verheiratete Vater von zwei Kindern.

## Politische Entwicklung
Schon bevor Haase innerhalb der SPD an Einfluss gewann, wurde er zum Vorsitzenden der Jungsozialisten Fürth ernannt. Er trat im Jahre 1962, noch als er seine Tätigkeit als Jusos-Vorsitzender ausführte, als Kandidat für den Bayerischen Landtag für den Stimmkreis Weißenburg-Eichstätt an. Er gewann die Wahl und besetzte in den Folgejahren bis ins Jahr 1972 ununterbrochen einen Sitz im Bayerischen Landtag. Er war dort unter anderem zweimaliges Mitglied im Ausschuss für Verfassungs-, Rechts- und Kommunalfragen sowie in der bayerischen G-10 Kommission und stellvertretender Vorsitzender im Ausschuss für Geschäftsordnung und Wahlprüfung. Weiterhin war er zwischen den Jahren 1970 und 1972 Teil des Ältestenrates und von 1970 bis 1974 stellvertretender Vorsitzender der SPD-Fraktion im Landtag. Am 7. Dezember 1972 legte er sein Mandat zu Gunsten von Otto Fink nieder.
Haase kandidierte im Jahr 1972 ebenfalls im Wahlkreis Fürth für den Deutschen Bundestag und errang einen Sieg. Er blieb bis ins Jahr 1987 im Bundestag. Zwischen 1976 und 1987 wurde er über die SPD-Landesliste Bayern gewählt. Innerhalb des Bundestages war er jeweils zweimaliges Mitglied im Ausschuss für Wirtschaft und dem Auswärtigen Ausschuss sowie zweimaliges stellvertretendes Mitglied im Haushaltsausschuss und im Finanzausschuss. In der 9. Wahlperiode des Bundestages war er stellvertretender Vorsitzender des früheren Unterausschusses für Rundfunkfragen.
Von 1977 bis 1979 war Haase weiterhin auch Abgeordneter im Europäischen Parlament.

## Ehrungen
- 1975: Bayerischer Verdienstorden
- 1989: Verdienstkreuz am Bande
- 1996: Max Seidel Medaille des SPD-Unterbezirks Fürth[2]